# Гассовский, Лев Николаевич
Лев Николаевич Гассо́вский (1894—1989) — советский учёный, специалист в области физиологической и офтальмологической оптики. Доктор физико-математических наук (1940), профессор (1935). Автор книги «Глаз и пути к повышению эффективности его работы», а также разделов в книгах «Оптика в военном деле» и «Справочной книге оптика-механика», многочисленных руководств по военной оптике и более 90 научных трудов.

## Биография
Лев Гассовский родился 6 января 1895 года в дворянской семье чиновника департамента земледелия и учительницы. В 1913, окончив с золотой медалью гимназию, поступил на математическое отделение физико-математического факультета Петербургского университета. В 1918 году окончил с отличием университет и был приглашён Д. Н. Рождественским в основанный в декабре того же года Государственный оптический институт (ГОИ), в котором проработал с февраля 1919 по 1981 год.
Работу в ГОИ начал сотрудником Оптотехнической лаборатории под руководством профессора Горного института С. О. Майзеля, известного светотехника, работавшего по совместительству в ГОИ. В 1922—1923 годах Л. Н. Гассовский провёл исследования нормальной чувствительности глаза, результаты которых доложил на собраниях Русского оптического общества.
В декабре 1924 года из состава Оптотехнической лаборатории была выделена Лаборатории глазной оптики. В сотрудничестве со специалистами-офтальмологами Наркомата здравоохранения и работниками промышленности при активном участии Л. Н. Гассовского в ГОИ были начаты разработки оптических приборов для исследования зрения, созданы предпосылки для организации серийного производства очковых стёкол и оправ.
В 1925—1926 годах участвовал в работе Временного Комитета по очковой оптике, созданного Главной Палатой мер и весов при ВСНХ СССР, сделал доклад о его работе на собрании Русского оптического общества.
В 1926 году выступил с докладами о деятельности Лаборатории глазной оптики ГОИ и о новых способах повышения остроты зрения на Первом Всесоюзном съезде глазных врачей (Москва).
В 1927 году был командирован во Францию для ознакомления с исследованиями в области глазной оптики и в Германию на заводы фирмы К. Цейс (Йена) для изучения опыта производства оптических приборов. Прослушав курс лекций в Оптическом институте в Париже и сдав затем экзамены, Л. Н. Гассовский стал первым и единственным в России обладателем диплома Высшей Йенской школы медицинских оптиков. Диплом давал право на изучение состояния зрения пациента, назначение и изготовление необходимых для коррекции зрения очков. В 1927 был назначен начальником Лаборатории глазной оптики ГОИ.
В начале 1930-х годов организовал обширное изучение влияния зрительного утомления на комплекс характеристик глаза при напряжённой длительной работе, при использовании бинокулярных приборов и при непрерывных наблюдениях светящихся объектов.
Результаты этого периода деятельности Лаборатории глазной (с 1933 года — физиологической) оптики под руководством Л. Н. Гассовского были подведены в сборнике «XY лет Государственного оптического института», в сборнике статей Л. Н. Гассовского и В. Г. Самсоновой «Глаз и пути к повышению эффективности его работы», сборнике «Оптика в военном деле», вышедшем в 1933 году (2-е издание в 1934), а также в «Справочной книге оптико-механика» (1936).
В 1934 году возглавил оргкомитет Первой конференции по физиологической оптике, состоявшейся в ГОИ 25—29 декабря того же года, на которой выступил с тремя докладами, в том числе о перспективах исследований оптического аппарата глаза.
С 1930 по 1941 год работу в ГОИ совмещал с преподаванием вЛенинградском институте точной механики и оптики (ЛИТМО) — доцент, профессор (с 1935), декан вечернего института в составе ЛИТМО (1932—1933), заведующий кафедрой лабораторных приборов и микроскопов; основал и возглавил лабораторию физиологической и очковой оптики. Периодически читал курсы лекций в Государственном институте для усовершенствования врачей (ЛенГИДУВ), в Горном, Педагогическом и Электромеханическом институтах.
С 1936 по 1941 год занимал должность ответственного редактора журнала «Труды Ленинградского института точной механики и оптики».
В предвоенные годы опубликовал ряд работ по изучению стереоскопического восприятия, адаптации, световой и цветовой чувствительности глаза, остроте различения, методам коррекции зрения и реорганизации производства очковых линз. По совокупности работ получил учёные степени кандидата технических наук (1938) и доктора физико-математических наук (1941).
Во время Великой Отечественной войны работал в эвакуированном ГОИ в Йошкар-Оле. В 1940—1941 годах разработал и испытал при участии кафедры офтальмологии ВМА (профессор В. Н. Долганов, доцент Б. Л. Поляк) стенооптические (дырчатые) очки для коррекции аметропий глаза у снайперов — такие металлические очки-маски одновременно помогали при дефектах зрения и защищали глаза от мелких осколков. Предложил конструкцию сферических лётных очков, улучшающих обзор пилотам с определённой коррекцией зрения. Изучал особенности зрения при длительном наблюдении целей и видимость объектов в условиях низких освещённостей. Эти и другие результаты были изложены им в «Справочнике по военной оптике» (1945) и в третьем издании сборника «Оптика в военном деле» (1945).
В послевоенные годы в Лаборатории физиологической оптики под руководством Л. Н. Гассовского были продолжены исследования различных аспектов зрения и закономерностей работы глаза как оптического прибора (границы поля зрения, астигматизм и методы его коррекции, темновая адаптация и др.). Много внимания уделял отраслевой деятельности лаборатории — скорейшему переходу промышленности на массовый выпуск менисковых очковых линз, имеющих ряд преимуществ перед применявшимися ранее двояковыпуклыми или двояковогнутыми, бифокальных цельных и спечённых линз. Была определена номенклатура очковых стёкол для неастигматического и астигматического глаза, подготовлен и в 1960 году вышел сборник ГОСТов на очковую оптику.
Возглавлял лабораторию до 1959 года, затем старший научный сотрудник. В 1960—1970 годах Л. Н. Гассовский активно участвовал в разработке и внедрении в медицинскую практику новых офтальмологических приборов. С его непосредственным участием был создан и передан в промышленное производство первый отечественный аккомодометр (1974), затем «Прибор для исследования зрения и назначения очков для близи» (1972, 1976). Подготовил ряд учебных пособий и программ для впервые открытой в стране в 1972 году специальности «медицинский оптик» и затем «оптометрист», сочетающей одновременно медицинскую и техническую подготовку. В 1981 году вышел на пенсию в связи с ухудшением зрения.
Скончался 18 февраля 1989 года на 95-м году жизни.
Был награждён орденом Ленина (1953), орденом «Знак Почета» (1943) и медалями СССР.